# Richard Harrison
Richard Harrison (ur. 26 maja 1936 w Salt Lake City) – amerykański aktor, scenarzysta, reżyser i producent filmowy, były fotomodel.

## Życiorys

### Wczesne lata
Urodzony w Salt Lake City, w stanie Utah, mając 17 lat wyjechał do Los Angeles, gdzie znalazł pracę w siłowni u trenera Victora „Vic” Tanny’ego i sali gimnastycznej u Bert Goodrich. Dorabiał także jako fotomodel w czasopismach kulturystycznych i sportowych.

### Kariera
Pojawił się w produkcji scenicznej w Santa Monica. W 1957 roku zadebiutował na kinowym ekranie w filmie sensacyjnym Kronos z Barbarą Lawrence oraz dramacie biograficznym Jeanne Eagels, gdzie tytułową postać zagrała Kim Novak, a w pozostałych rolach wystąpili: Jeff Chandler (Sal Satori), Agnes Moorehead (Nellie Neilson), Virginia Grey (Elsie Desmond), Murray Hamilton (Chick O’Hara) i Gene Lockhart (prezes). Pracował w wytwórni Twentieth Century Fox pod opieką trenerki Sandy Meiser. Potem pojawił się w musicalu wojennym Południowy Pacyfik (1958) obok Toma Laughlina, Floyda Simmonsa, dramacie biograficznym Zbyt wiele, też wkrótce (Too Much, Too Soon) z Dorothy Malone i Errolem Flynnem oraz dramacie wojennym Bojowy płomień (Battle Flame, 1959) u boku Elaine Edwards i Roberta Blake’a.
Podczas kręcenia filmu Władca świata (Master of the World, 1961) poznał Jamesa H. Nicholsona, producenta naczelnego American International Pictures, i w obrębie sześciu miesięcy ożenił się z jego córką Lorettą. Mają trzech synów: Richarda, Sebastiana (ur. 28 września 1965) i Roberta.
Swoją pierwszą główną rolę zagrał we włoskiej produkcji Niezwyciężony gladiator (Il Gladiatore invincibile, 1961) jako Rezius. W końcu podpisał kontrakt filmowy ze studio American International Pictures, które na początku lat 60. XX wieku doprowadziła go do Włoch, gdzie pozostał przez prawie trzy dekady, występując w wielu filmach klasy B, szpiegowskich, euro war, z cyklu płaszcza i szpady i spaghetti westernach.
W połowie lat 70. pojawił się w kilku filmach nakręconych w Hongkongu, Tajwanie i na Filipinach. W latach 80., Harrison był zaangażowany do różnych produkcji filmowych klasy Z kręconych w Hongkongu. Rozczarowany, zdecydował się przejść na emeryturę i w 1987 r. wrócił do Stanów Zjednoczonych, po czym po występach w kilku filmach wycofał się z kina.

## Filmografia
- 1957: Kronos jako pilot

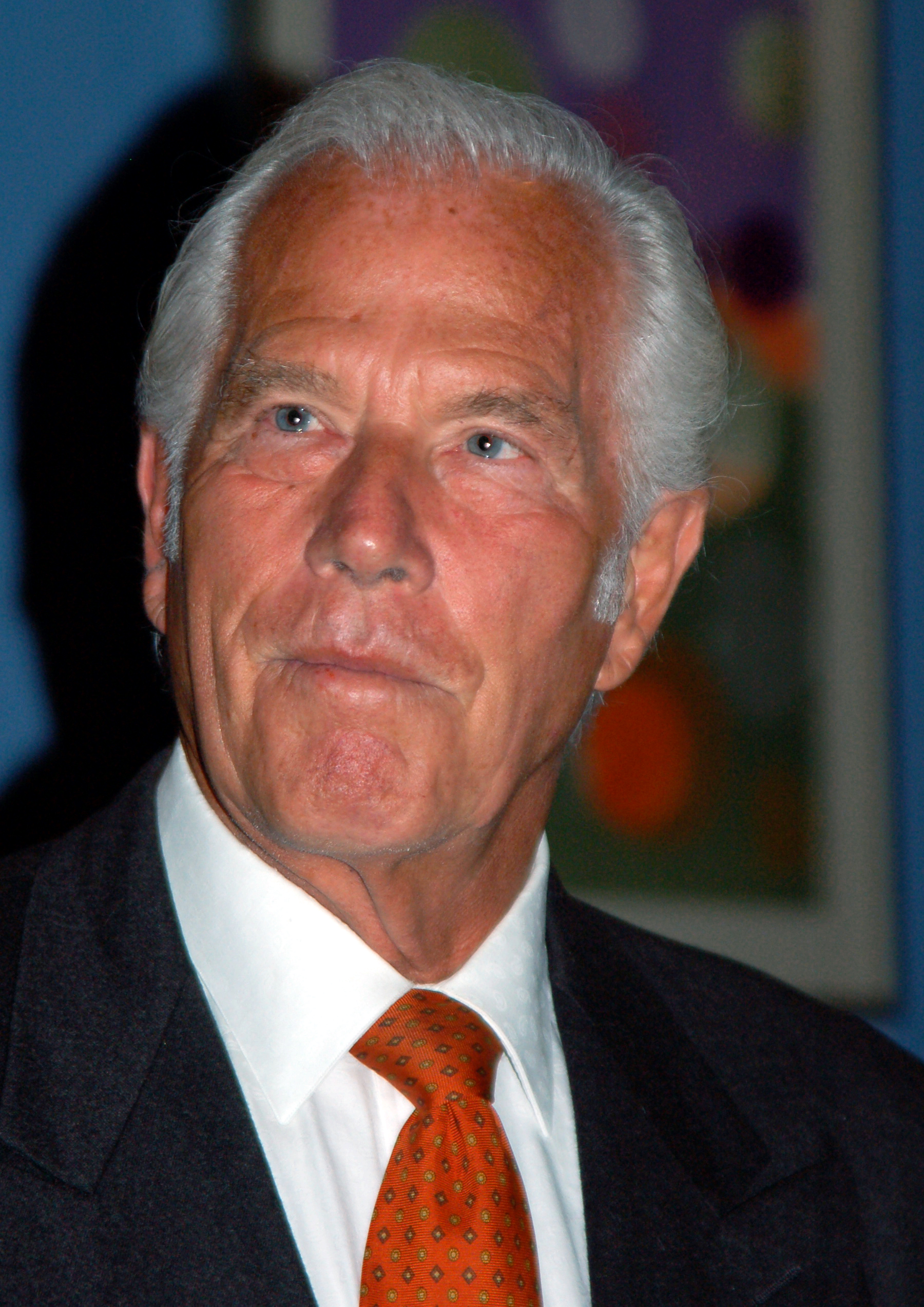
Harrison w 2011

- 1957: Jeanne Eagels jako kapral Hodgson
- 1958: Południowy Pacyfik (South Pacific) jako zastępca pilota
- 1958: Zbyt wiele, też wkrótce (Too Much, Too Soon) jako pływak
- 1959: Bojowy płomień (Battle Flame) jako porucznik Wechsler
- 1961: Władca świata (Master of the World) jako Alistair
- 1961: Niezwyciężony gladiator (Il Gladiatore invincibile) jako Rezius
- 1962: Śmierć mórz (Il giustiziere dei mari) jako David Robinson
- 1962: Siedem gladiatorów (I sette gladiatori) jako Dariusz
- 1963: Duello nel Texas (Pojedynek w Teksasie) jako Richard - Ricardo 'Gringo' Martinez
- 1964: Smak zemsty (El Sabor de la venganza) jako Jeff Walker
- 1964: Bunt gwardii pretorianów (Bunt pretorian) jako Velerio Rufo
- 1964: Dwóch gladiatorów (I due gladiatori) jako Lucius Crassus
- 1964: Giganci z Rzymu (I giganti di Roma) jako Claudius Marcellus
- 1964: Ostatnio Gladiator (L'ultimo gladiatore) jako Glaucus
- 1964: Trzech sierżantów z Bengalu (I tre sergenti del Bengala) jako sierżant Frankie Ross
- 1965: Szpiedzy zabici w Bejrucie (Le spie uccidono a Beirut) jako Robert Fleming
- 1965: 100.000 dolarów dla Ringo (Centomila dollari per Ringo) jako Lee 'Ringo' Barton
- 1965: Góry Światła (La montagna di luce) jako Alan Foster
- 1966: Na 077, wyzwaniem mordercy (A 077, sfida ai killers) jako Bob Fleming
- 1966: Walka w świecie (Duello nel mondo) jako Fred Lester
- 1967: Kobieta, seks i Superman (La donna, il sesso e il superuomo) jako Richard Werner / Karl Meyer
- 1967: Mistrz skoku w służbie Jej Królewskiej Mości (Colpo maestro al servizio di Sua Maestà britannica) jako Arthur Lang
- 1968: Nawet na Zachodzie nie było kiedyś Boga (Anche nel west c'era una volta Dio) jako ojciec Pat Jordan
- 1968: Jeden po drugim (Uno dopo l'altro) jako Stan
- 1970: Lamparty Churchilla (I Leopardi di Churchill) jako porucznik Richard Benson/porucznik Hans Müller
- 1970: 'Kotku, kotku, kocham cię (Pussycat, Pussycat, I Love You) jako Bohater
- 1970: Wielebny kolt (Reverendo Colt) jako szeryf Donovan
- 1971: Nazywali go królem (Lo chiamavano King) jako John 'Król' Marley
- 1971: Szeryf z Rockspring (Lo sceriffo di Rockspring) jako szeryf
- 1972: Jesse i Lester - dwaj bracia (Due fratelli) jako Jesse Smith
- 1972: Zemsta ojca chrzestnego (L’Amico del padrino) jako Richard Maddock
- 1977: Wściekły pies (La Belva col mitra) jako komandor Giulio Santini
- 1980: Orgazm czarny (Orgasmo nero) jako Paul
- 1985: Przyszedł mój brat (È arrivato mio fratello) jako Spinetti
- 1986: Ninja Terminator jako Ninja master Harry
- 1986: Zabójcza siła komando (Three Men on Fire) jako lekarz
- 1986: Śmiertelny pojedynek ninja (Diamond Ninja Force) jako Ninja Master Gordon
- 1987: Złowieszcze nasienie (Evil Spawn) jako Max Adrian
- 1987: Kobra kontra ninja (Cobra Vs. Ninja) jako Ninja
- 1987: Operacja „Ninja” 3 (Ninja Operation: Licensed to Terminate) jako mistrz Ninja Gordon
- 1988: Trudna misja (Dark Mission (Operación cocaína))
- 1988: Operation Las Vegas jako Jefferson
- 1995: Ostatni numer iluzjonisty (The Great Kandinsky)